# Jorvas hållplats

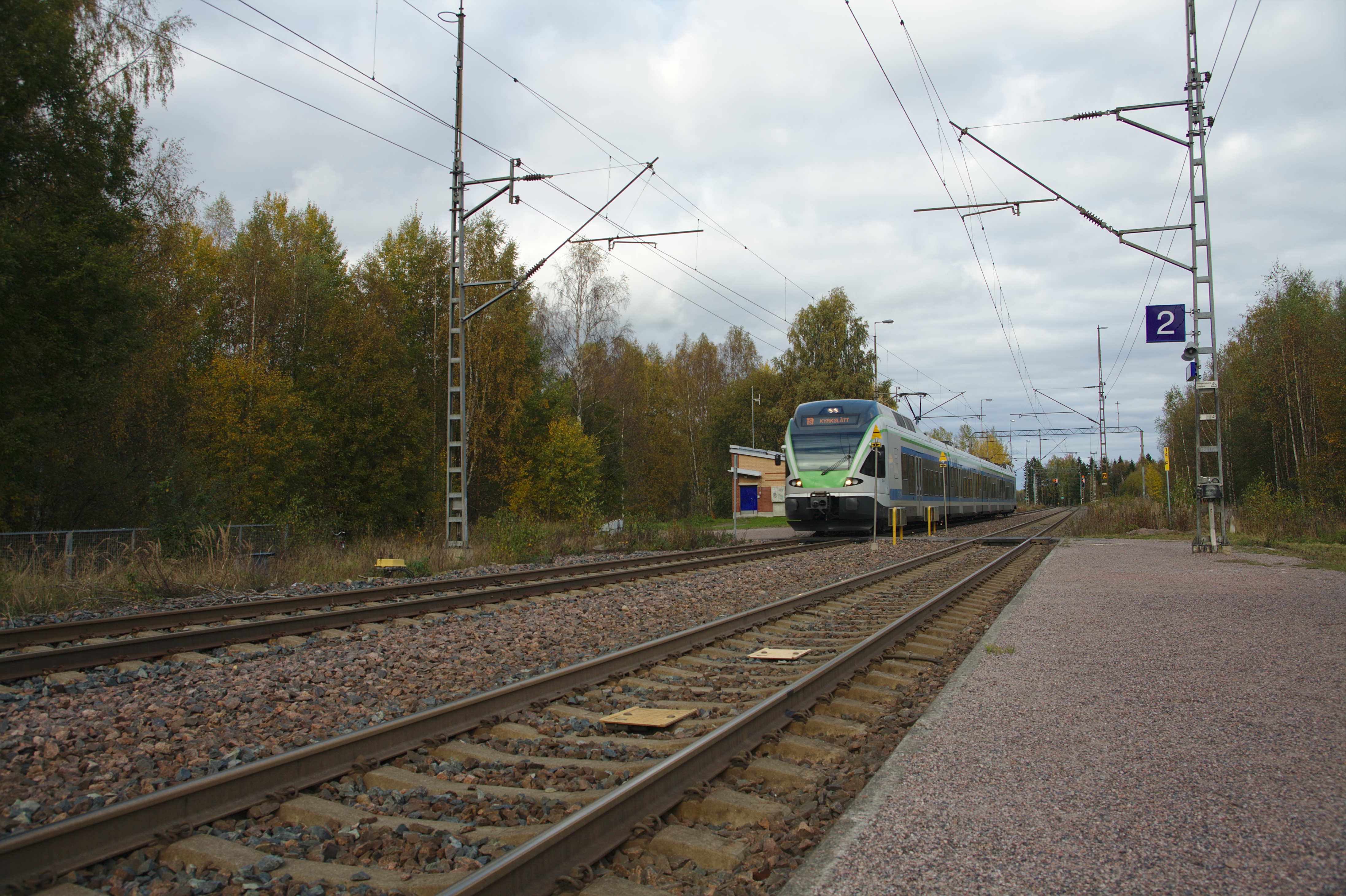
Jorvas hållplats i Kyrkslätt

Jorvas hållplats (Jrs, finska Jorvaksen seisake) är en järnvägshållplats i Kyrkslätt på Åbo-Helsingfors-banan. Den ligger mellan stationerna Masaby och Tolls. Avståndet från Helsingfors järnvägsstation är cirka 32 kilometer. Vid stationen stannar närtrafikens tåg L och U (Helsingfors-Kyrkslätt).